# Зловещее объявление
«Зловещее объявление» (иер. трад. 凶榜, кант.-рус.: Хун пон) или «Имп» (англ. The Imp) — гонконгский фильм ужасов Денниса Ю (третья кинолента режиссёра) с участием Чарли Чина (Цинь Сянлиня). В 1982 году кинокартина была номинирована на тайбэйскую премию «Золотая лошадь» в двух категориях присуждения.

## Сюжет
Несколько раз испытав неудачу в попытке найти себе работу, Чён Кинкён, чья жена, Сюлань, скоро должна родить, получает работу ночного охранника в офисном здании. Спустя неделю после начала работы происходит ряд несчастных и мистических событий: лифт с находящимся внутри Кинкёном выходит из-под контроля и начинает заполняться водой; один из охранников, Господин Гонконг, давится костью, а затем приходит в сознание на операционном столе; главу охраны, Дядю Хоня, убивают неизвестные силы в его доме. Кинкён узнаёт, что до начала строительства офисного здания на его территории обитала банда похитителей детей, которая часто убивала своих жертв. На помощь Кинкёну приходит специалист по фэншую, Чиу Таньён, и после различных проверок определяет, что беспокойный дух желает перевоплотиться в теле ещё неродившегося сына Кинкёна. Единственным способом прекратить несчастья становится поиск и уничтожение укрытия духа до рассвета; в противном случае он, его жена и сын обречены.

## В ролях
| Актёр      | Роль                            |
| ---------- | ------------------------------- |
| Чарли Чин  | Чён Кинкён                      |
| Юэ Хуа     | специалист по фэншую Чиу Таньён |
| Дороти Ю   | Сюлань                          |
| Вон Чхин   | Господин Гонконг                |
| Кент Чен   | Толстяк                         |
| Чжань Сэнь | Дядя Хонь                       |
| Хёй Пинсам | Маленький Тин                   |
| Вон Чун    | детектив (камео)                |

## Кассовые сборы
Премьера в гонконгском кинотеатральном прокате состоялась 5 ноября 1981 года. Показы на больших экранах завершились 18 ноября, и по результатам четырнадцати дней гонконгская «касса» кинофильма составила 4 396 918 гонконгских долларов.

## Критика
Джон Чарльз (The Hong Kong Filmography, 1977-1997: A Reference Guide to 1,100 Films Produced by British Hong Kong Studios): 
Не вполне успешная работа от Денниса Ю (режиссёра «Зверей» и «Злой кошки»), этот триллер слишком привычен, чтобы всецело попасть в десятку. Впрочем концовка стоит того, чтобы остаться.

Скотт Аарон Стайн (The Gorehound's Guide to Splatter Films of the 1980s): 
Фильм не такой бессмысленный, как многие гонконгские жанровые подношения, но он предлагает несколько откровенных сцен (включая несколько очень неприятных кадров инсценировки в операционной), также как и некоторое количество обязательных призраков, подобных зомби.

Борис Хохлов (HKCinema.ru): 
Взятые по отдельности, его элементы не новы, не оригинальны и не так уж качественны, но собранная воедино, лента оказывает если и незабываемое, то весьма сильное впечатление — особенно если смотреть её при выключенном свете, ночью и в одиночестве.

## Номинации
- 19-я церемония награждения кинопремии «Золотая лошадь» (1982)[11]:
  - Лучший монтаж (Ю Куокфун)
  - Лучшая звукозапись (Чжоу Шаолун)